# Stylaster complanatus
Stylaster complanatus is een hydroïdpoliep uit de familie Stylasteridae. De poliep komt uit het geslacht Stylaster. Stylaster complanatus werd in 1867 voor het eerst wetenschappelijk beschreven door Pourtalès. 